# Legado das Águas
O Legado das Águas é uma reserva privada de Mata Atlântica mantida pela Reservas Votorantim, empresa que pertence à Votorantim. A reserva de 31 mil hectáres está localizada entre os municípios de Juquiá, Miracatu e Tapiraí, no Vale do Ribeira, interior do estado de São Paulo.
Foi fundado em 2012 pelas empresas CBA – Companhia Brasileira de Alumínio, Nexa, Votorantim Cimentos e Votorantim Energia. É administrado pela Reservas Votorantim LTDA e mantido pela Votorantim S.A. O território pertence à companhia desde a década de 1940, quando a Votorantim construiu sete pequenas centrais hidrelétricas ao longo do Rio Juquiá para abastecer as fábricas que deram origem à Companhia Brasileira de Alumínio (CBA).

## Conservação
O Legado das Águas conta com um Centro de Biodiversidade da Mata Atlântica, que produz plantas nativas do bioma para restauração ecológica e projetos paisagísticos, com capacidade produtiva de 200 mil mudas por ano, de mais de 80 espécies nativas diferentes.
Também desenvolvem pesquisas científicas que geram conhecimento público para toda a sociedade, tendo como resultado mais recente a descoberta de duas antas albinas, possivelmente as únicas do mundo; a redescoberta de uma espécie de orquídea considerada extinta na natureza no Estado de São Paulo e sua reintrodução no habitat.

## Geração de Receita
A reserva ambiental é um ponto de turismo ecológico com atividades para diferentes públicos, como trilhas, passeios aquáticos, mirantes e canoagem. A área também recebe Pagamento por Serviços Ambientais, verba regulamentada pelo Governo do Estado de São Paulo para remunerar prestadores de serviços de provisão, suporte, regulação e cultura relativos ao meio ambiente.